# Diocèse de San Bartolomé de Chillán
Le diocèse de San Bartolomé de Chillán (en latin : Dioecesis Sancti Bartholomaei de Chillán ; en espagnol : Diócesis de San Bartolomé de Chillán) est un diocèse de l'Église catholique du Chili, suffragant de l'archidiocèse de Concepción.

## Territoire
Il comprend la province de Ñuble de la région du Biobío à l'exception des communes de Coelemu et Ránquil qui appartiennent à l'archidiocèse de Concepción.
Son territoire a une superficie de 12 461 km2 divisé en 31 paroisses. Le siège épiscopal est à Chillán avec la cathédrale Saint-Barthélemy (es).

## Historique
En 1916, Chillán, qui fait partie du territoire du diocèse de Concepción, est confiée au soin d'une juridiction ecclésiastique à caractère épiscopale, dépendante de l'évêque de Concepción.
Par la constitution apostolique Notabiliter aucto du 18 octobre 1925 de Pie XI, le diocèse de Chillán est érigé avec un territoire séparé de celui du diocèse de Concepción ; le même jour sont également créés les diocèses de Temuco et Linares.
Nommé suffragant de l'archidiocèse de Santiago du Chili lors de sa création, il intègre la province ecclésiastique de l'archidiocèse de Concepción le 20 mai 1939.
Le 10 janvier 1963, il cède les paroisses de Curanipe, Chanco, Sauzal et Pocillas au diocèse de Linares. Il prend son nom actuel le 1er novembre 2017 par le décret Multum conferre de la congrégation pour les évêques.

## Évêques
gouverneurs ecclésiastiques
- Reinaldo Muñoz Olave (1916 - 1920)
- Zacarías Muñoz Henríquez (1920 - 1921)
- Luis Felipe Contardo Palma (1921 - 1922)
- Arturo Álvarez Silva (1922 - 1922)
- Luis Arsenio Venegas Henríquez (1922 - 1924)

évêques
- Martín Rucker Sotomayor (14 décembre 1925 - 6 janvier 1935)
- Jorge Antonio Larraín Cotapos (20 mars 1937 - 10 août 1955)
- Eladio Vicuña Aránguiz (28 août 1955 - 16 juillet 1974), nommé archevêque de Puerto Montt
- Francisco José Cox Huneeus, I.Sc (14 décembre 1974 - 9 novembre 1981)
- Alberto Jara Franzoy (30 avril 1982 - 25 mars 2006)
- Carlos Eduardo Pellegrín Barrera, S.V.D (25 mars 2006 - 21 septembre 2018)
- Sergio Hernán Pérez de Arce Arriagada, SS.CC (5 février 2020 - 16 mai 2024), nommé archevêque de Concepción